# مردان مزدور
سرباز مزدور (ایتالیایی: Il soldato di ventura) یک فیلم کمدی ایتالیایی به کارگردانی پاسکواله فستا کامپانیله و بازی باد اسپنسر که در سال ۱۹۷۶ منتشر شد. فیلم روایتی گروتسک و کمدی از «نبرد بارتلا» است.

این فیلم در ایران با نام مردان مزدور دوبله و پخش شده‌است.